# Lijst van planetoïden 16201-16300
Dit is een lijst van planetoïden 16201-16300. Voor de volledige lijst zie de lijst van planetoïden.
Stand per 22 mei 2023. Afgeleid uit data gepubliceerd door het Minor Planet Center.
| Naam                   | Voorlopige naamgeving | Datum ontdekking  | Ontdekker                                              |
| ---------------------- | --------------------- | ----------------- | ------------------------------------------------------ |
| (16201) -              | 2000 CK1              | 4 februari 2000   | K. Korlević                                            |
| (16202) Srivastava     | 2000 CE8              | 2 februari 2000   | LINEAR                                                 |
| (16203) Jessicastahl   | 2000 CH2              | 2 februari 2000   | LINEAR                                                 |
| (16204) -              | 2000 CT33             | 4 februari 2000   | K. Korlević                                            |
| (16205) -              | 2000 CC34             | 4 februari 2000   | K. Korlević                                            |
| (16206) -              | 2000 CL39             | 4 februari 2000   | LINEAR                                                 |
| (16207) Montgomery     | 2000 CV40             | 1 februari 2000   | CSS                                                    |
| (16208) -              | 2000 CL52             | 2 februari 2000   | LINEAR                                                 |
| (16209) Sterner        | 2000 CB6              | 4 februari 2000   | LINEAR                                                 |
| (16210) -              | 2000 CY61             | 2 februari 2000   | LINEAR                                                 |
| (16211) Samirsur       | 2000 CL3              | 4 februari 2000   | LINEAR                                                 |
| (16212) Theberge       | 2000 CB4              | 4 februari 2000   | LINEAR                                                 |
| (16213) -              | 2000 CG85             | 4 februari 2000   | LINEAR                                                 |
| (16214) Venkatachalam  | 2000 CM7              | 4 februari 2000   | LINEAR                                                 |
| (16215) Venkatraman    | 2000 CB4              | 11 februari 2000  | LINEAR                                                 |
| (16216) -              | 2000 DR4              | 28 februari 2000  | LINEAR                                                 |
| (16217) Peterbroughton | 2000 DR3              | 28 februari 2000  | Spacewatch                                             |
| (16218) Mintakeyes     | 2000 DV14             | 26 februari 2000  | CSS                                                    |
| (16219) Venturelli     | 2000 DL9              | 29 februari 2000  | LINEAR                                                 |
| (16220) Mikewagner     | 2000 DB0              | 29 februari 2000  | LINEAR                                                 |
| (16221) Kevinyang      | 2000 DX8              | 29 februari 2000  | LINEAR                                                 |
| (16222) Donnanderson   | 2000 DK5              | 29 februari 2000  | LINEAR                                                 |
| (16223) Racheljoseph   | 2000 DR69             | 29 februari 2000  | LINEAR                                                 |
| (16224) -              | 2000 DU69             | 29 februari 2000  | LINEAR                                                 |
| (16225) Georgebaldo    | 2000 DF1              | 29 februari 2000  | LINEAR                                                 |
| (16226) Beaton         | 2000 DT2              | 29 februari 2000  | LINEAR                                                 |
| (16227) Emilykang      | 2000 DY73             | 29 februari 2000  | LINEAR                                                 |
| (16228) Adhamkassem    | 2000 EC39             | 8 maart 2000      | LINEAR                                                 |
| (16229) Kavyakoneru    | 2000 EM46             | 9 maart 2000      | LINEAR                                                 |
| (16230) Benson         | 2000 EA5              | 9 maart 2000      | LINEAR                                                 |
| (16231) Jessberger     | 2000 ES0              | 11 maart 2000     | LONEOS                                                 |
| (16232) Chijagerbs     | 2000 ED152            | 6 maart 2000      | NEAT                                                   |
| (16233) -              | 2000 FA12             | 31 maart 2000     | LINEAR                                                 |
| (16234) Bosse          | 2000 FR0              | 29 maart 2000     | LINEAR                                                 |
| (16235) -              | 2000 FF46             | 29 maart 2000     | LINEAR                                                 |
| (16236) Stebrehmer     | 2000 GG1              | 5 april 2000      | LINEAR                                                 |
| (16237) Emmakratcha    | 2000 GX76             | 5 april 2000      | LINEAR                                                 |
| (16238) Chappe         | 2000 GY4              | 7 april 2000      | LINEAR                                                 |
| (16239) Dower          | 2000 GY5              | 7 april 2000      | LINEAR                                                 |
| (16240) -              | 2000 GJ115            | 8 april 2000      | LINEAR                                                 |
| (16241) Dvorsky        | 2000 GD6              | 7 april 2000      | LINEAR                                                 |
| (16242) Licato         | 2000 GT126            | 7 april 2000      | LINEAR                                                 |
| (16243) Rosenbauer     | 2000 GO7              | 4 april 2000      | LONEOS                                                 |
| (16244) Brož           | 2000 GQ7              | 4 april 2000      | LONEOS                                                 |
| (16245) Katielu        | 2000 GM160            | 7 april 2000      | LINEAR                                                 |
| (16246) Cantor         | 2000 HO3              | 27 april 2000     | P. G. Comba                                            |
| (16247) Esner          | 2000 HY1              | 28 april 2000     | LINEAR                                                 |
| (16248) Fox            | 2000 HT3              | 28 april 2000     | LINEAR                                                 |
| (16249) Cauchy         | 2000 HT4              | 29 april 2000     | P. G. Comba                                            |
| (16250) Delbó          | 2000 HP6              | 26 april 2000     | LONEOS                                                 |
| (16251) Barbifrank     | 2000 HX8              | 29 april 2000     | LINEAR                                                 |
| (16252) Franfrost      | 2000 HQ1              | 29 april 2000     | LINEAR                                                 |
| (16253) Griffis        | 2000 HJ2              | 29 april 2000     | LINEAR                                                 |
| (16254) Harper         | 2000 HZ3              | 29 april 2000     | LINEAR                                                 |
| (16255) Hampton        | 2000 HX3              | 26 april 2000     | LONEOS                                                 |
| (16256) -              | 2000 JM2              | 3 mei 2000        | LINEAR                                                 |
| (16257) -              | 2000 JY6              | 4 mei 2000        | LINEAR                                                 |
| (16258) Willhayes      | 2000 JP3              | 6 mei 2000        | LINEAR                                                 |
| (16259) Housinger      | 2000 JR3              | 6 mei 2000        | LINEAR                                                 |
| (16260) Sputnik        | 2000 JO5              | 9 mei 2000        | J. Broughton                                           |
| (16261) Iidemachi      | 2000 JF18             | 4 mei 2000        | Nanyo                                                  |
| (16262) Rikurtz        | 2000 JR2              | 7 mei 2000        | LINEAR                                                 |
| (16263) -              | 2000 JV37             | 7 mei 2000        | LINEAR                                                 |
| (16264) Richlee        | 2000 JH0              | 7 mei 2000        | LINEAR                                                 |
| (16265) Lemay          | 2000 JL3              | 7 mei 2000        | LINEAR                                                 |
| (16266) Johconnell     | 2000 JX3              | 7 mei 2000        | LINEAR                                                 |
| (16267) Mcdermott      | 2000 JY3              | 7 mei 2000        | LINEAR                                                 |
| (16268) Mcneeley       | 2000 JD4              | 7 mei 2000        | LINEAR                                                 |
| (16269) Merkord        | 2000 JP4              | 7 mei 2000        | LINEAR                                                 |
| (16270) -              | 2000 JH48             | 9 mei 2000        | LINEAR                                                 |
| (16271) Duanenichols   | 2000 JC5              | 6 mei 2000        | LINEAR                                                 |
| (16272) -              | 2000 JS55             | 6 mei 2000        | LINEAR                                                 |
| (16273) Oneill         | 2000 JS6              | 6 mei 2000        | LINEAR                                                 |
| (16274) Pavlica        | 2000 JX6              | 6 mei 2000        | LINEAR                                                 |
| (16275) Charlesma      | 2000 JP58             | 6 mei 2000        | LINEAR                                                 |
| (16276) Virginiama     | 2000 JX61             | 7 mei 2000        | LINEAR                                                 |
| (16277) Mallada        | 2000 JW74             | 4 mei 2000        | Spacewatch                                             |
| (16278) -              | 2000 JM77             | 7 mei 2000        | LINEAR                                                 |
| (16279) -              | 2000 KJ23             | 28 mei 2000       | LINEAR                                                 |
| (16280) Groussin       | 2000 LS6              | 1 juni 2000       | LONEOS                                                 |
| (16281) -              | 2071 P-L              | 24 september 1960 | C. J. van Houten, I. van Houten-Groeneveld, T. Gehrels |
| (16282) -              | 2512 P-L              | 24 september 1960 | C. J. van Houten, I. van Houten-Groeneveld, T. Gehrels |
| (16283) -              | 2545 P-L              | 24 september 1960 | C. J. van Houten, I. van Houten-Groeneveld, T. Gehrels |
| (16284) -              | 2861 P-L              | 24 september 1960 | C. J. van Houten, I. van Houten-Groeneveld, T. Gehrels |
| (16285) -              | 3047 P-L              | 24 september 1960 | C. J. van Houten, I. van Houten-Groeneveld, T. Gehrels |
| (16286) -              | 4057 P-L              | 24 september 1960 | C. J. van Houten, I. van Houten-Groeneveld, T. Gehrels |
| (16287) -              | 4096 P-L              | 24 september 1960 | C. J. van Houten, I. van Houten-Groeneveld, T. Gehrels |
| (16288) -              | 4169 P-L              | 24 september 1960 | C. J. van Houten, I. van Houten-Groeneveld, T. Gehrels |
| (16289) -              | 4201 P-L              | 24 september 1960 | C. J. van Houten, I. van Houten-Groeneveld, T. Gehrels |
| (16290) -              | 4204 P-L              | 24 september 1960 | C. J. van Houten, I. van Houten-Groeneveld, T. Gehrels |
| (16291) -              | 4315 P-L              | 24 september 1960 | C. J. van Houten, I. van Houten-Groeneveld, T. Gehrels |
| (16292) -              | 4557 P-L              | 24 september 1960 | C. J. van Houten, I. van Houten-Groeneveld, T. Gehrels |
| (16293) -              | 4613 P-L              | 24 september 1960 | C. J. van Houten, I. van Houten-Groeneveld, T. Gehrels |
| (16294) -              | 4758 P-L              | 24 september 1960 | C. J. van Houten, I. van Houten-Groeneveld, T. Gehrels |
| (16295) -              | 4820 P-L              | 24 september 1960 | C. J. van Houten, I. van Houten-Groeneveld, T. Gehrels |
| (16296) -              | 6308 P-L              | 24 september 1960 | C. J. van Houten, I. van Houten-Groeneveld, T. Gehrels |
| (16297) -              | 6346 P-L              | 24 september 1960 | C. J. van Houten, I. van Houten-Groeneveld, T. Gehrels |
| (16298) -              | 6529 P-L              | 24 september 1960 | C. J. van Houten, I. van Houten-Groeneveld, T. Gehrels |
| (16299) -              | 6566 P-L              | 24 september 1960 | C. J. van Houten, I. van Houten-Groeneveld, T. Gehrels |
| (16300) -              | 6569 P-L              | 24 september 1960 | C. J. van Houten, I. van Houten-Groeneveld, T. Gehrels |